# Chasmatonotus saigusai
Chasmatonotus saigusai är en tvåvingeart som beskrevs av Yamamoto 1980. Chasmatonotus saigusai ingår i släktet Chasmatonotus och familjen fjädermyggor. Inga underarter finns listade i Catalogue of Life.